# Bennert (Leichlingen)
Bennert ist eine aus einer Hofschaft hervorgegangene Ortschaft in der Stadt Leichlingen (Rheinland) im Rheinisch-Bergischen Kreis.

## Lage und Beschreibung
Bennert liegt nordöstlich des Leichlinger Zentrums auf der Leichlinger Hochfläche an der Landesstraße 359. Der Ort bildet mit dem unmittelbar benachbarten Oberschmitte, Ellenbogen und Diepenbroich heute einen geschlossenen Siedlungsbereich. Nördlich von Bennert bzw. Oberschmitte fällt die Hochfläche zum Unteren Wuppertal ab, dort liegt auch das Naturschutzgebiet Siefental nördlich Oberschmitte. Zwischen Bennert und Oberschmitte befindet sich die städtische Gemeinschaftsgrundschule Bennert.
Weitere Nachbarorte sind Leysiefen, Haus Nesselrath, Altenhof, Scheidt, Hohlenweg, Dierath, Hülstrung, Kuhle, Buntenbach, Weide, Waltenrath, Bergerhof und Bertenrath. Wüst gefallen ist Büchelshäuschen.

## Geschichte
Bennert wurde 1597 als auff dem Benrodt erstmals urkundlich erwähnt. Der Ortsname ist ein typischer Rodungsname. Die Karte Topographia Ducatus Montani aus dem Jahre 1715 zeigt den Hof unter dem Namen Bennert. Im 18. Jahrhundert gehörte der Ort zum Kirchspiel Leichlingen im bergischen Amt Miselohe. Die Topographische Aufnahme der Rheinlande von 1824 und die Preußische Uraufnahme von 1844 verzeichnen den Ort als Bennerth bzw. Bennert.
1815/16 lebten 25 Einwohner im Ort. 1832 gehörte Bennert der Bürgermeisterei Leichlingen an. Der laut der Statistik und Topographie des Regierungsbezirks Düsseldorf als Hofstadt kategorisierte Ort besaß zu dieser Zeit sieben Wohnhäuser und sieben landwirtschaftliche Gebäude. Zu dieser Zeit lebten 44 Einwohner im Ort, davon vier katholischen und 40 evangelischen Glaubens.
Im Gemeindelexikon für die Provinz Rheinland werden 1885 acht Wohnhäuser mit 45 Einwohnern angegeben. 1895 besitzt der Ort sieben Wohnhäuser mit 39 Einwohnern, 1905 neun Wohnhäuser und 47 Einwohner.
1905 wurde ein Wasserturm in Bennert am Ellenbogen mit einem Fassungsvermögen von 60.000 l errichtet. Das Wasser kam mit natürlichem Gefälle aus den Quellen des Emdensiefen (eine der Schmerbachquellen). Im Juli 1968 ist er „altersschwach und nicht mehr ganz standfest“ niedergelegt worden.

## Schule
Ein Schulunterricht ist Ende des 17. Jahrhunderts, Anfang des 18. Jahrhunderts in Heckschulen (Winkelschulen) nachgewiesen. In den Tauf-, Heirats- und Sterberegistern finden sich Hinweise, z. B. bei der Taufe von Johann[es] Bennert am 25. Mai 1706 wird der Taufpate Johannes aus der Öge, Schulmeister in Hülstrung genannt.
1749 geht eine Bittschrift, unterschrieben von 50 Personen aus Bennert und Umgebung, zum Amt Opladen mit der Bitte nicht „…unser Heckschollen damit abzuschneiden [aufzulösen], sondern billig [sicher] zu befördern, da wir von altem Herkommen von sechzig Jahren erweisen das in diesem Bezirk eine starke Heckscholle gewesen … Leichlingen 4. Feb.1749“.
1753 werden „Peter Steffens und Herm. Hermanns bei Strafe von 25 Gulden verwarnt, dass sie keinen Schulmeister mehr einstellen sollen. ... Opladen den 27. Aug.1753, Joh. Joseph v. Märken, Gerichtsschreiber“.
1785 bestand das erste Bennerter Schulhaus, und der Regelunterricht begann. Am selben Ort wird am 11. Juni 1952 ein Schulneubau eingeweiht, hier ist 2017 die Städtische-Gemeinschaftsgrundschule.

## Vereine
Männergesangverein "Liederkranz Leichlingen-Bennert e. V. 1850"